# Ивановка (Бессарабский район)
Ивановка (рум. Ivanovca) — село в Бессарабском районе Молдавии. Наряду с сёлами Исерлия, Богдановка и Карабибер входит в состав коммуны Исерлия. Находится на реке Скиноса.

## География
Село расположено на высоте 95 метров над уровнем моря.

## Население
По данным переписи населения 2004 года, в селе Ивановка проживает 187 человек (98 мужчин, 89 женщин).
Этнический состав села:
| Национальность | Число жителей | Процентный состав |
| -------------- | ------------- | ----------------- |
| молдаване      | 99            | 52.94             |
| украинцы       | 57            | 30.48             |
| русские        | 13            | 6.95              |
| болгары        | 12            | 6.42              |
| гагаузы        | 6             | 3.21              |
| Всего          | 187           | 100%              |